# Lipik (ciudad)
Lipik es una ciudad cabecera de la municipalidad del mismo nombre del condado de Požega-Eslavonia que creció alrededor de los manantiales terapéuticos, que eran conocidos desde la época romana.

## Geografía
Lipik se ubica a 123 km de la capital nacional, Zagreb, a unos veinte kilómetros de la ciudad de Okučani y de la de Novska y a aproximadamente cuarenta de Kutina. El enlace ferroviario Banova Jaruga - Virovitica la conecta con el corredor ferroviario principal.
La ciudad, donde se encuentran las autoridades administrativas, se ubica en las laderas del sureste de las alturas de Psunj, a una altitud de 154 metros. El río Pakra corre por el sector sudeste. 

## Demografía
De acuerdo al censo 2021, el total de población de Lipik es de 1.951 habitantes. Históricamente, ha tenido una composición multiénica siendo sus guarismos:
| Año  | Total | Croatas | Serbios | Musulmanes      | Yugoslavos | Otros |
| ---- | ----- | ------- | ------- | --------------- | ---------- | ----- |
| 1953 | 3228  | 1108    | 1691    | No discriminado | 12         | 417   |
| 1991 | 3725  | 1447    | 1499    | 10              | 249        | 520   |
| 2011 | 2257  | -       | -       | -               | -          | -     |
| 2021 | 1951  | -       | -       | -               | -          | -     |

## Clima
| Parámetros climáticos promedio de Lipik | Parámetros climáticos promedio de Lipik | Parámetros climáticos promedio de Lipik | Parámetros climáticos promedio de Lipik | Parámetros climáticos promedio de Lipik | Parámetros climáticos promedio de Lipik | Parámetros climáticos promedio de Lipik | Parámetros climáticos promedio de Lipik | Parámetros climáticos promedio de Lipik | Parámetros climáticos promedio de Lipik | Parámetros climáticos promedio de Lipik | Parámetros climáticos promedio de Lipik | Parámetros climáticos promedio de Lipik | Parámetros climáticos promedio de Lipik |
| Mes                                     | Ene.                                    | Feb.                                    | Mar.                                    | Abr.                                    | May.                                    | Jun.                                    | Jul.                                    | Ago.                                    | Sep.                                    | Oct.                                    | Nov.                                    | Dic.                                    | Anual                                   |
| --------------------------------------- | --------------------------------------- | --------------------------------------- | --------------------------------------- | --------------------------------------- | --------------------------------------- | --------------------------------------- | --------------------------------------- | --------------------------------------- | --------------------------------------- | --------------------------------------- | --------------------------------------- | --------------------------------------- | --------------------------------------- |
| Temp. máx. media (°C)                   | 3.3                                     | 5.6                                     | 11.1                                    | 17.2                                    | 21.7                                    | 25.6                                    | 28.3                                    | 27.2                                    | 22.8                                    | 16.7                                    | 11.1                                    | 3.9                                     | 16.1                                    |
| Temp. mín. media (°C)                   | -4.4                                    | -4.4                                    | 0                                       | 4.4                                     | 8.9                                     | 11.7                                    | 13.3                                    | 12.2                                    | 9.4                                     | 5.6                                     | 2.8                                     | -2.8                                    | 5                                       |
| Precipitación total (mm)                | 50.8                                    | 53.3                                    | 63.5                                    | 66                                      | 91.4                                    | 81.3                                    | 73.7                                    | 83.8                                    | 83.8                                    | 111.8                                   | 83.8                                    | 66                                      | 909.3                                   |
| Fuente: Weatherbase                     |                                         |                                         |                                         |                                         |                                         |                                         |                                         |                                         |                                         |                                         |                                         |                                         |                                         |

## Historia
Lipik tiene aproximadamente dos siglos como localidad y balneario pero sus raíces, según rastros arqueológicos, datan de la época romana. La primera mención conocida de las propiedades medicinales de sus aguas termales data del año 1517. Más tarde, viajeros escribieron sobre los manantiales de curación donde se trataba la población circundante.
En 1691, la región fue liberada del dominio turco. Entonces era un asentamiento en el que había varias familias croatas.
En 1728, Carlos VI donó la aldea de Lipik, junto con los asentamientos próximos a Pakrac, al Baron von Imbsen. Según el censo de 1736, Lipik tenía 44 hogares.
En 1743, Lipik fue comprado por el Baron Ims, más tarde por el barón Franjo Trenk y, en 1760, se convirtió en propiedad de la familia de los Condes de Daruvar Jankovic.
Los registros del siglo XVIII mencionan a menudo al agua terapéutica que hizo a Lipik famosa. Un relato de 1777 habla de "un edificio de madera con tres baños". En 1782 el Spa ya tenía cuatro baños. Es entonces es cuando la temperatura del agua comenzó a medirse.
El verdadero "florecimiento" de los balnearios comienza en la primera mitad del siglo XIX cuando el entonces, el conde Izidor Jankovic construyó una nueva pileta con tres baños. Al mismo tiempo, construyó un "Hogar de la primavera", que se convirtió en el núcleo alrededor del cual el asentamiento continuó desarrollándose. También cercó 25 hectáreas de tierra para que se construyan las primeras arboladas y las conocidas caballerizas para los Lipizzaners.
En 1861, el conde Julio Jankovic vendió la totalidad de la finca a una empresa francesa. Unos cinco años más tarde, comienza a adquirir el aspecto urbano del año 1867. Entonces, el Sr. Antun Knoll, nativo de Vukovar, adquirió el balneario a los franceses y lo remodeló. Con el tiempo, la propiedad de Knoll pasa a ser una zona de baño extendida, modernizada y parquizada. Al mismo tiempo, el asentamiento es ampliado con construcción de viviendas y escuela. Las oficinas del correo se construyen frente al resort.
En 1872 se construyó el hotel "Garni". Al año siguiente, Čaglić se convierte en un asentamiento independiente. 
Desde 1890, las propiedades del Spa pasan a Josip Deutsch y Ernst Schwimmer. Estos siguen construyendo y expandiendo balnearios y adaptando edificios antiguos. Ese año, Lipik, Antunovac y Gaj se convierten en municipios administrativos. 
Según el proyecto del arquitecto de Budapest Gustav Ratha en 1893, se construyó "Kursalon", el edificio más grande y representativo de Lipik. Un año después, Lipik obtiene electricidad y tres años más tarde se completó la línea ferroviaria Bartz - Banov Jaruga - Lipik - Pakrac, por lo que desde entonces se ha exportado agua mineral embotellada al mercado en general, y muchos expertos mundiales vienen a Lipik y estudian las propiedades del agua medicinal.
En el año 1905 comienza a aparecer el semanario "Compas".
A principios de siglo, Lipik fue incluido entre los sanatorios europeos más famosos, junto con Baden-Baden y Karlovy Vari. Después de un alto en su desarrollo provocado temporalmente por la Primera Guerra Mundial, el renacimiento del turismo de salud se reanudó en 1920. El Sanatorio se reconstruyó y recuperó su antigua gloria. En ese momento, Lipik era un importante centro médico y turístico.
En 1920, Lipik tenía seis hoteles. El propietario del spa se convirtió en la "Fundación para la Supresión de la Tuberculosis" en Zagreb. El spa fue restaurado y florecido con antiguo esplendor. Al mismo tiempo se construyeron hoteles, casas de huéspedes y villas. En esta etapa, el turismo era solo parcialmente recreativo.
En 1929 Lipik queda completamente electrificado. En 1938 fue catalogada como la segunda ciudad por el número de pernoctaciones en el entonces Reino de Yugoslavia.
Durante la Segunda Guerra Mundial, tuvo lugar el 12 de octubre de 1943 un combate en Pakrac y la localidad por parte de la 12 y 16 Brigadas Partisana contra parte de la División Alemana 187 y la División Ustacha 11. Asimismo, la Wehrmacht llevó a cabo las siguientes operaciones en la zona:
- 2-6 de febrero de 1943. Operación Krause I. y II. Al norte de Nova Gradiška - línea ferroviaria Okučani.
- 6-8 de febrero de 1943. Operación Windstoss. Sobre la comunicación Lipik - Okučani - Novska - Banova Jaruga.
- 22/24 de junio de 1943. Operación Petrinja. En el área del triángulo Okučani - Lipik - Banova Jaruga - Novska.
- 2-3 de julio de 1944. Operación Arras. Área del triángulo Lipik - Novska - Okučani.

El 14 de septiembre de 1944,la localidad fue definitivamente liberada por la 40 División Partisana.
Entre 1941/45, por segunda vez, el desarrollo del spa es interrumpido por la guerra. A pesar de esto, los primeros pacientes han sido hospitalizados desde 1946, casi inmediatamente después de la guerra.
Durante los próximos diez años, el spa se ha ampliado con adaptaciones y adiciones, y se construyó una piscina olímpica. En la década de 1960, el "Hotel Lipik" fue reconstruido y recibió un nuevo nombre; "Hotel Begovača".
En 1963 se inicia la construcción de una fábrica de vidrio. 
El Centro de Salud Lipik se estableció en 1971 en el Hospital de Enfermedades Neurológicas y Rehabilitación "Božidar Maslarić". En los próximos veinte años, el hospital se transforma cada vez más en una moderna instalación médica. Desde un antiguo spa con tres baños, se convirtió en un hospital moderno equipado con más de 400 camas, donde se trata y rehabilita a pacientes con enfermedades neurológicas, reumáticas, ortopédicas y vasculares, así como a pacientes con problemas postraumáticos.

### Guerra de la Independencia Croata

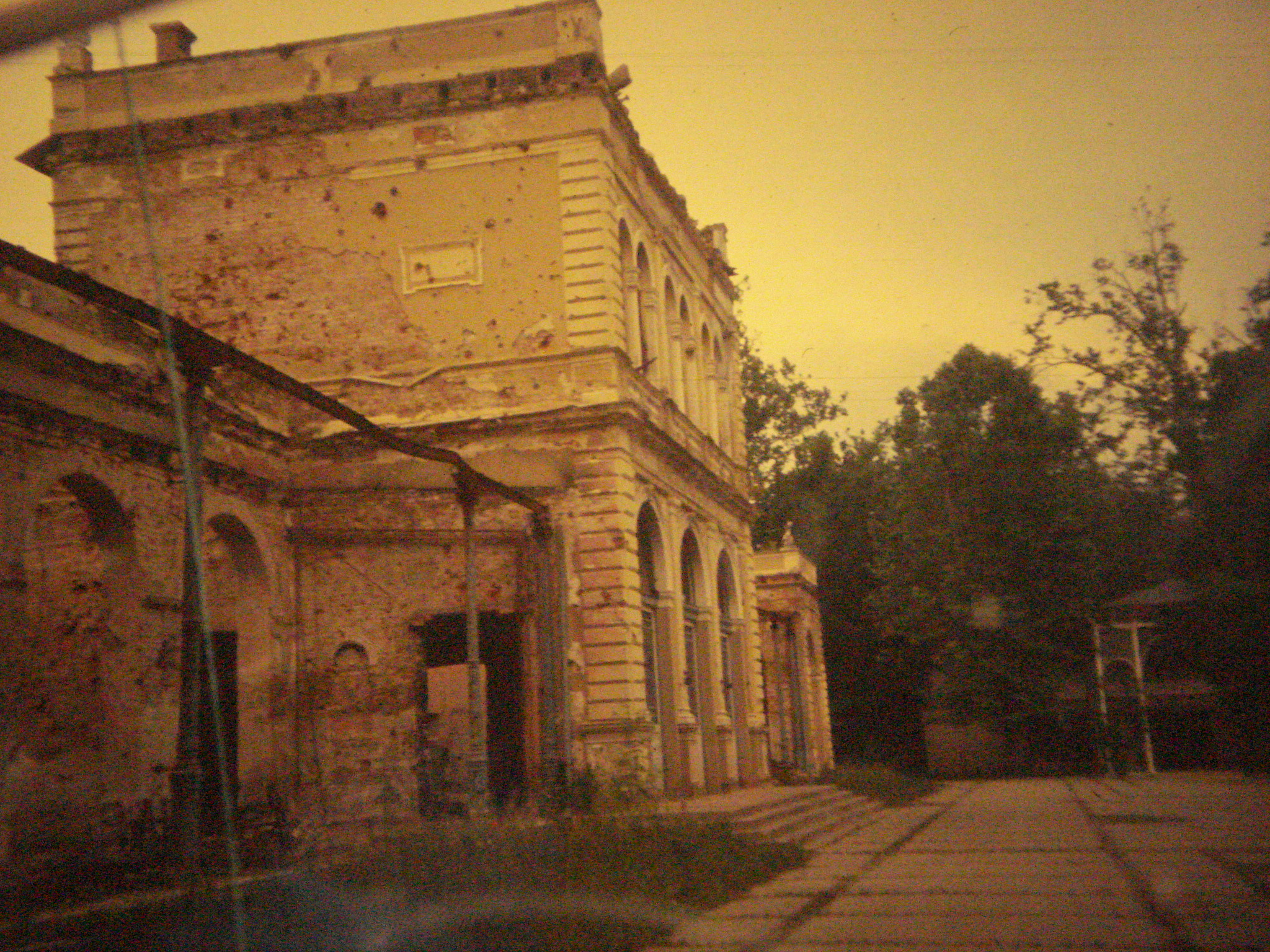
Hotel de Lipik dañado por la guerra de 1991. Toma 1994

Al inicio de la guerra de Croacia, la situación en Lipik era relativamente calma. La ciudad se mantuvo en manos croatas en el inicio del levantamiento serbio. El 19 de agosto de 1991 cayeron las primeras granadas de artillería.
La calma finalizó cuando el 28 de septiembre, milicianos serbios y tropas del 5.ª Cuerpo Yugoslavo de Banja Luka ocuparon Donji Čaglić. El 6 de octubre, las tropas del JNA alcanzaron al río Pakra. El mismo día, los atacantes bloquearon la ruta en Kukunjevac y Batinjani, llevando a Lipik y Pakrac a un cerco completo.
El 11 el JNA inició el cruce del río y al día siguiente infantería y tanques ocuparon la mitad sur de la ciudad. Con refuerzos, la Guardia Nacional Croata vuelve a la mitad este de Lipik a mantener el contacto. Los serbios, debido a sus bajas no continúan al avance.
El 28 de noviembre, el JNA reinició las acciones ofensivas. Los croatas fueron expulsados totalmente de la ciudad por lo que se repliegan a Filipovac, donde se restablece la defensa.
A principios de diciembre de 1991, las fuerzas croatas iniciaron la lucha para la liberación de las partes ocupadas de Pakrac y de las localidades aledañas. El 5 de diciembre, iniciaron la Operación Orada para la recuperación de la ciudad de Lipik. El ataque lo realizaron unos 600 infantes apoyados por artillería y tanques (54 Batallón Independiente; miembros de la Policía Especial y algunos combatientes del 76 Batallón Independiente). Los atacantes pudieron ocupar el primer día la parte norte y este de Lipik y Dobrovac cortando los enlaces de los serbios de Kukunjevac y Lipik.
El 6 de diciembre, al mediodía, los croatas ingresaron al centro de la ciudad. Los serbios se replegaron al sur del río Pakra, alcanzando las alturas de Donji Čaglić.
Simultáneamente con el ataque a Lipik, el 5 de diciembre, los ataques contra Dobrovac y Kukunjevac comenzaron como ejes de avance auxiliares. Debido a la fuerte resistencia y la coordinación insuficiente, una parte de Dobrovc fue liberada recién el 7 de diciembre cuando las fuerzas croatas repitieron el ataque.

### Lipik luego del alto al fuego

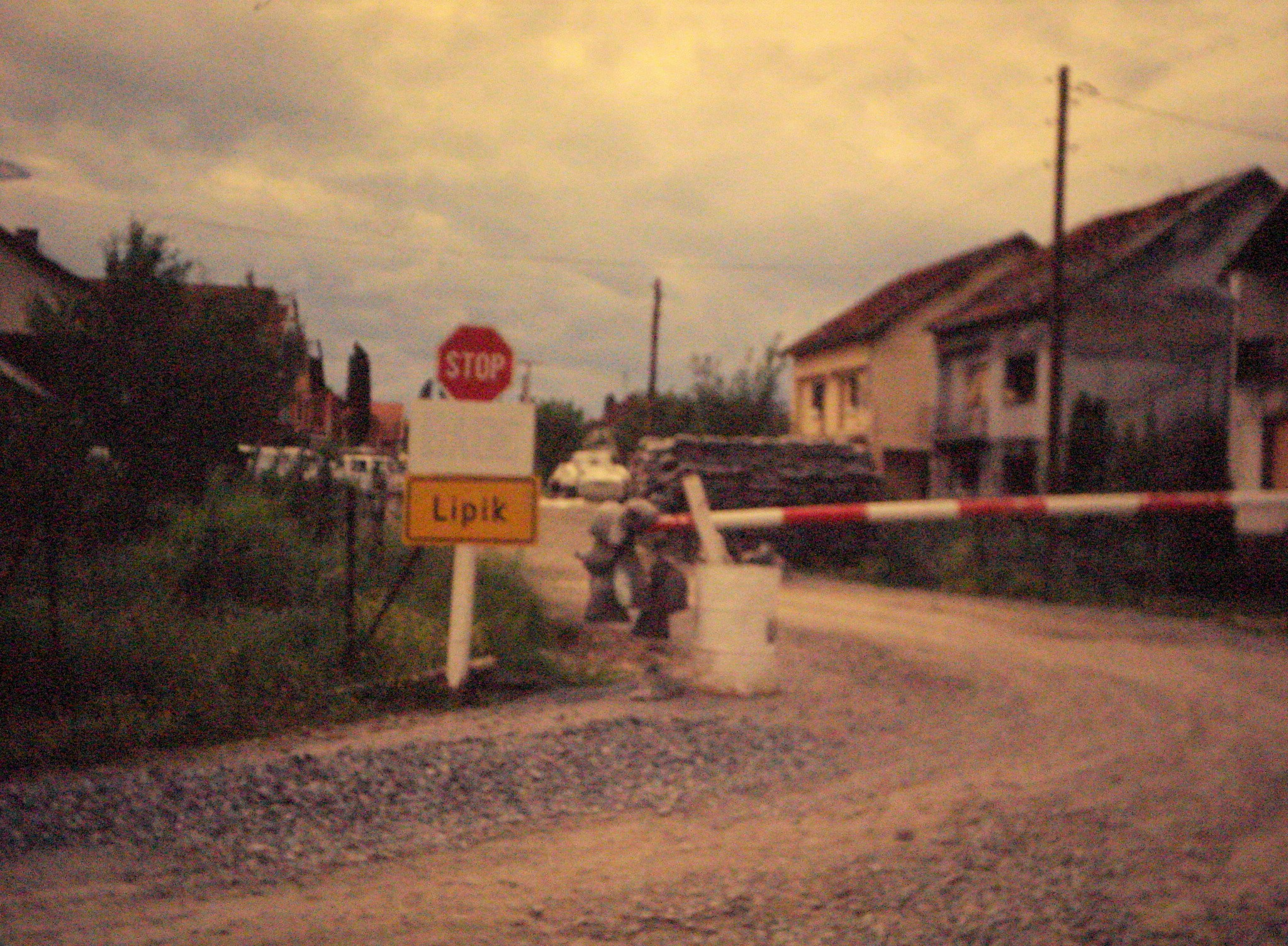
UNPROFOR - Base Lipik

La guerra provocó un enorme daño en la infraestructura edilicia de la ciudad y la evacuación de los habitantes. Lipik sufrió una enorme destrucción por la guerra, más del 90% de los edificios fueron destruidos.
Con la firma del alto al fuego del 2 de enero de 1992 y el arribo de las tropas de Naciones Unidas al sector la situación comienza a normalizarse lentamente. La línea de separación de los contendientes se encontraba entre Lipik y Donji Čaglić, en proximidades del puente sobre el río Pakra. 
UNPROFOR estableció en la municipalidad, entre 1992 y 1995, distintas instalaciones donde sirvieron, inicialmente tropas canadienses, luego argentinas y, por último, jordanas:
- un pequeño campo en el extremo SE de la ciudad (Calle Ivana Mažuranića: 45°24'31.17"N -  17°10'6.40"E), sector que entonces estaba deshabitado.
- un puesto observatorio en Donji Čaglić (45°24'0.34"N - 17°10'6.94"E).
- un puesto observatorio en Bukovčani (45°23'46.50"N - 17°10'21.74"E).
- un Check Point en Subocka ( 45°24'42.81"N -  17° 7'54.25"E). Hasta febrero de 1994.
- un Check Point en Subocka (45°22'50.26"N -  17° 7'9.01"E).
- un Check Point en Donji Čaglić (45°23'36.14"N - 17° 9'51.27"E).
- un Check Point en Bukovčani (Calle Marija Božića 45°24'0.07"N - 17°11'6.52"E).
- una base de Batallón de ingenieros en las caballerizas de Lipizaners (45°24'55.43"N -  17° 8'22.86"E) (contingente Eslovaco)

Las instalaciones del hospital también fueron devastadas por lo que debió dejar de funcionar. Algunas de sus partes se renovaron en 1992, cuando se restablecieron las actividades primarias: medicina física y rehabilitación (hospitalización e internación). Parte de sus instalaciones se usaron como alojamiento temporal para varios refugiados. En marzo de 1994, tras una decisión del Ministerio de Salud croata, el hospital recuperó el estatus de hospital especializado para rehabilitación médica.
El 29 de abril de 1994, se renovó la primera instalación turística, el Hotel Lipa con 50 camas en el centro de una ciudad devastada.
A inicios de mayo de 1995, Croacia llevó a cabo la Operación Bljesak. Mediante la misma, se desarmó la estructura política que habían montado los serbocroatas más al sur. Consecuentemente, regresó la paz a Lipik

### Evolución luego de la guerra
El complejo de centros de salud y la ciudad continuó creciendo. A pesar de que el centro de salud dominaba la ciudad, la fábrica de vidrio plano y la producción de agua mineral agregaron características de Lipik e industriales.
Sin embargo, la industria no ha detenido al turismo. Las instalaciones del recientemente construido hotel "Lipik", bien complementado con un centro comercial, bolera, escuela de equitación, un nuevo complejo de piscinas, canchas de tenis, instalaciones de caza y pesca, siguen siendo un cebo irresistible para miles de turistas. Lipik, en ese momento, estaba bastante justificado por llevar el epíteto de la ciudad turística.

## Caballerizas de Lipizzanos
Lipik también alberga un establo de lipizzanos que se construyó en 1843 bajo la Monarquía de los Habsburgo. Anteriormente había gozado de reconocimiento estatal en Yugoslavia entre 1938 y la década de 1950, cuando se cerró a favor del establo en Lipica, Eslovenia. Se reabrió en 1981, pero luego, durante la Guerra de Independencia de Croacia, los caballos fueron evacuados y llevados a Novi Sad, Serbia, donde permanecieron hasta su regreso negociado en 2007.